# ديكالين
ديكالين هو مركب كيميائي من الهيدروكربونات ثنائية الحلقة له الصيغة الكيميائية C10H18، ويكون على شكل سائل عديم اللون.
يتألف المركب بنيوياً من اندماج حلقتين سداسيتين بشكل يشبه النفثالين ولكن بروابط كربون-كربون مشبعة، ولذلك يسمى المركب أيضاً عشاري هيدرو النفثالين.

## التحضير
يحضر الديكالين من تفاعل الهدرجة الحفزية لمركب النفثالين.

## الخواص
يوجد الديكالين في الشروط القياسية على شكل سائل عديم اللون، له رائحة تشبه الكافور؛ وهو لا يمتزج مع الماء. يتأكسد الديكالين بسهولة بواسطة أكسجين الهواء حيث يشكل البيروكسيدات الموافقة، وهي مركبات خطيرة إذ تشكل مزائج انفجارية.
يتألف المركب بنيوياً من حلقتين سداسيتين مشبعتين؛ ويمكن أن يوجد منه متصاوغان وهما الشكل المقرون (سيس cis) والشكل المفروق (ترانس trans). يعد الشكل المفروق أكثر ثباتاً من الشكل المقرون لأنه أثبت طاقياً لأنه أقل إعاقة فراغية. يمكن أن يأخذ الشكل المقرون ترتيباً فراغياً بحيث يتم الحصول على شكلي الكرسي، إلا أنه هناك توازن بينهما إذ يحدث انقلاب مستمر للحلقة، مما يؤدي في النهاية إلى الحصول على مزيج راسيمي من هذا الشكل.

## الاستخدامات
يستخدم الديكالين كمذيب عضوي في الصناعة وفي المختبرات الكيميائية، حيث يستخدم لإذابة الراتنجات.

## معرض صور

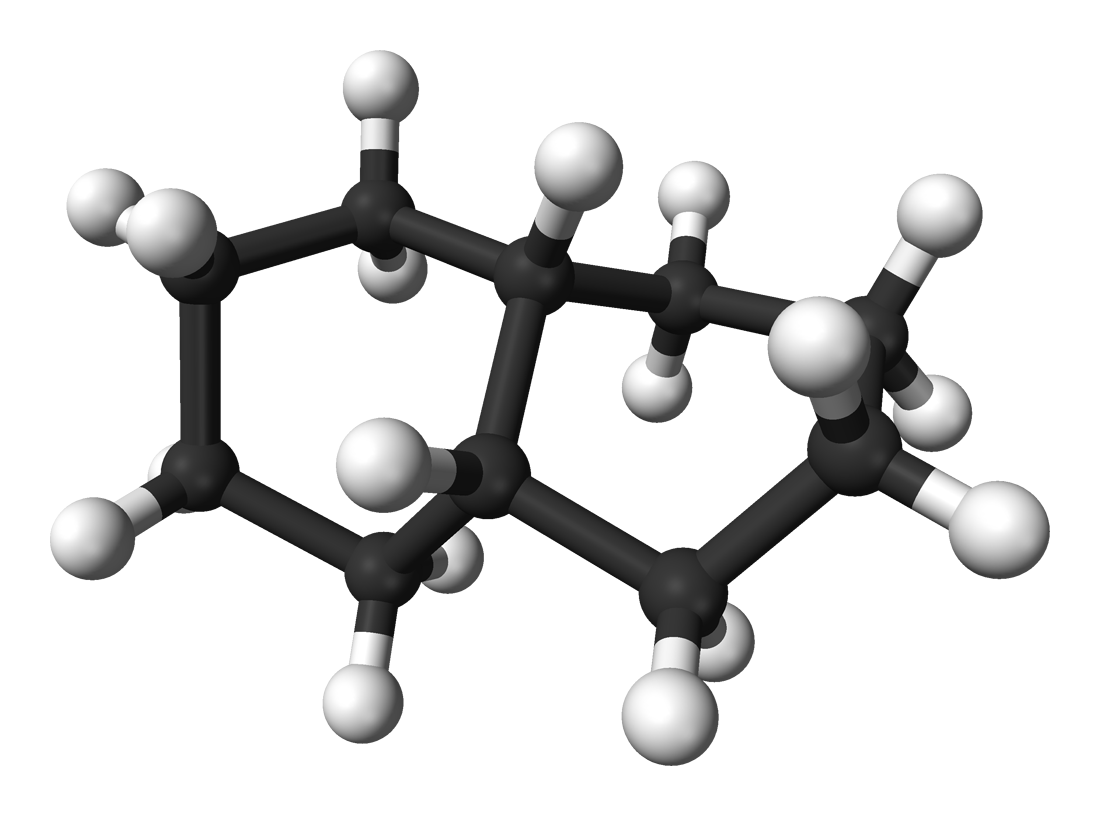
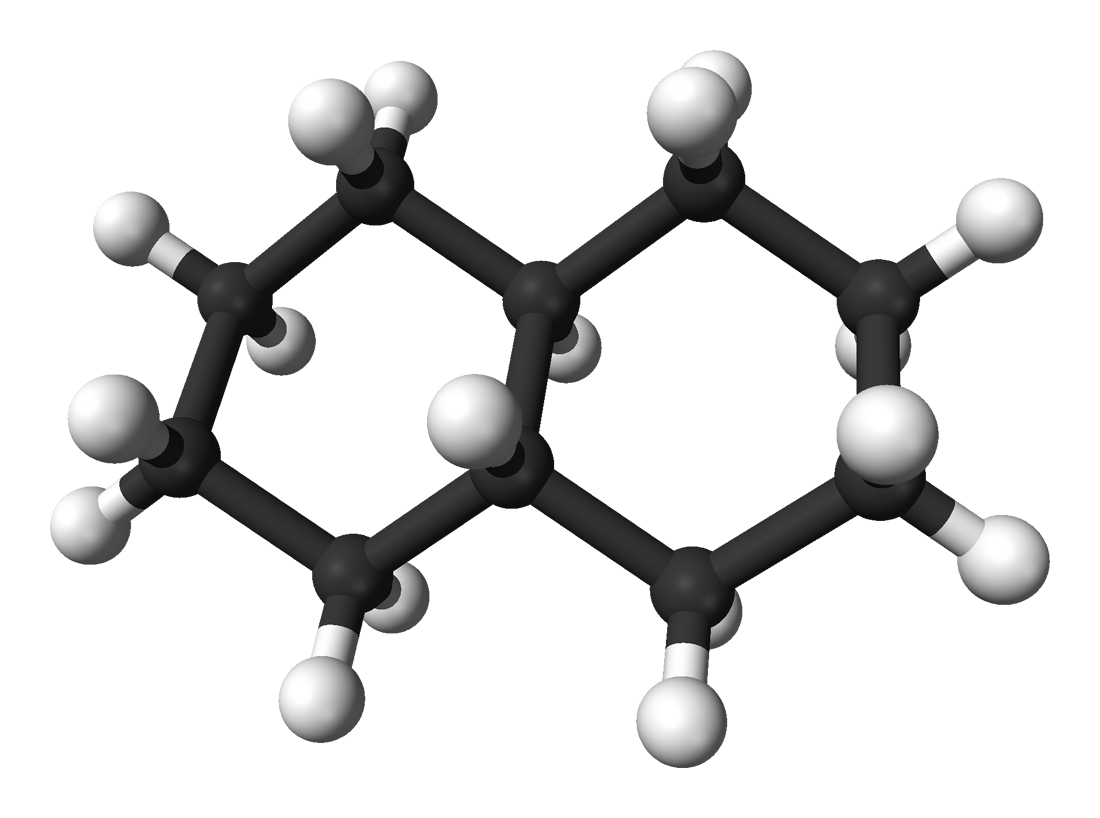
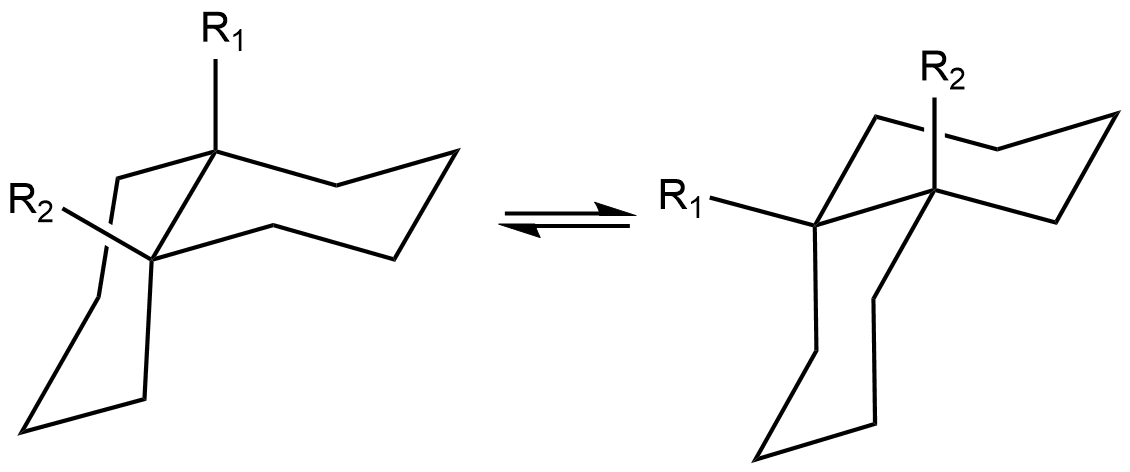
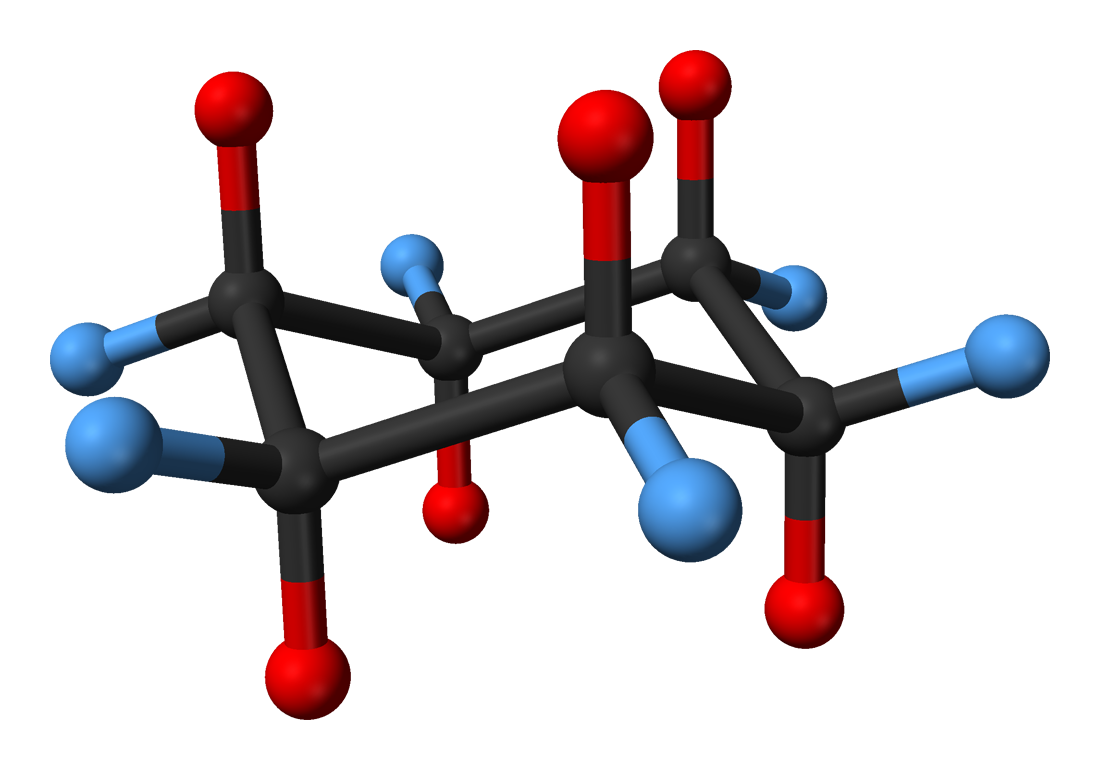

## اقرأ أيضاً
- بيرفلورو الديكالين